# Nicolaaskerk (Nijeholtpade)
De Nicolaaskerk van Nijeholtpade is een kerkgebouw in de gemeente Weststellingwerf in de Nederlandse provincie Friesland. De kerk is een rijksmonument.

## Beschrijving
De kerk uit 1525 was gewijd aan Sint Nicolaas. De laatgotische eenbeukige kerk heeft een driezijdig gesloten koor en spitsboogvensters. De toren van twee geledingen kreeg in de 18e eeuw een steunbeer. Er hangt een klok van Willem Wegewaert (1598) en een klok van Gheraert Koster (1611).

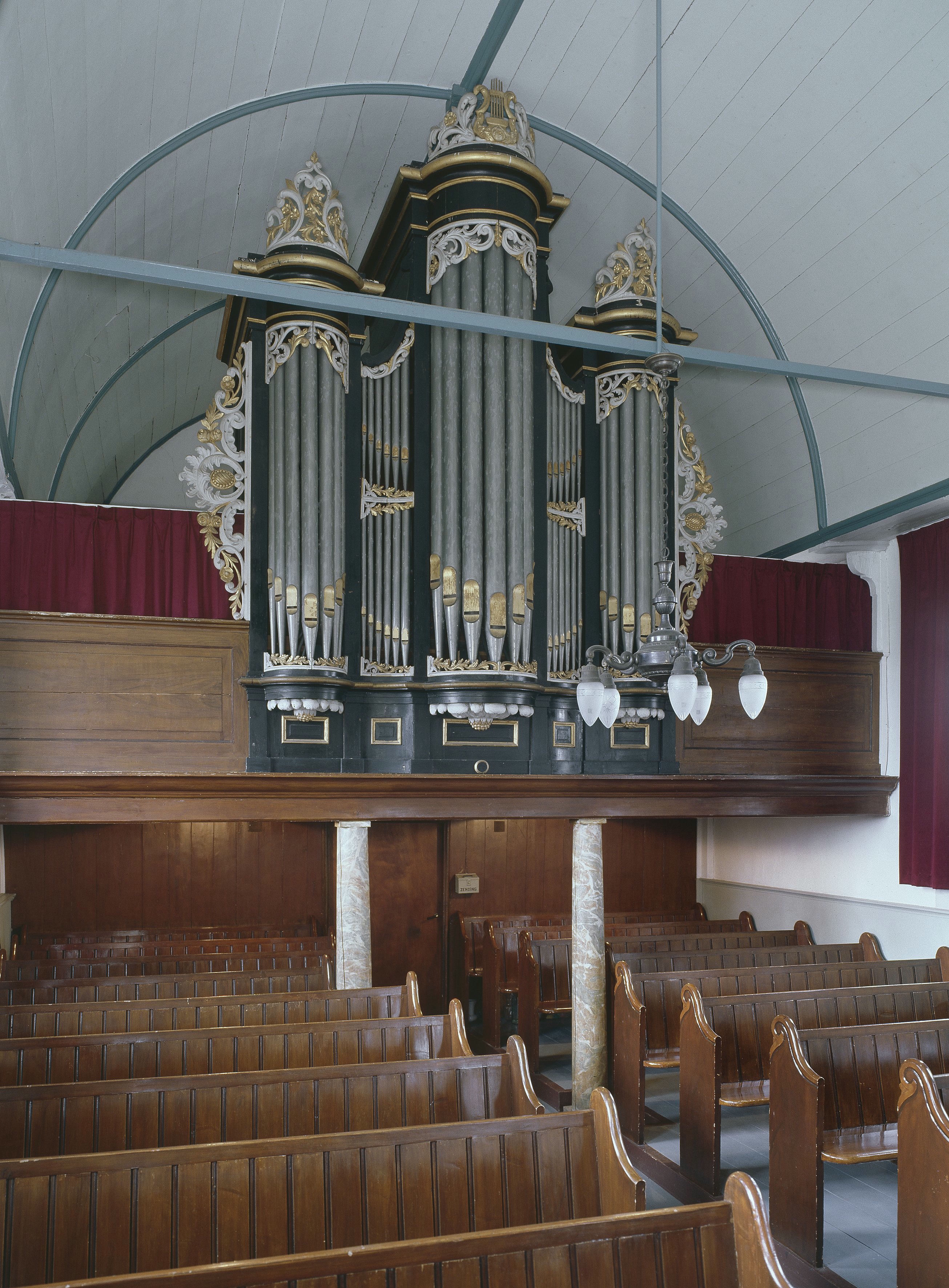
Interieur met orgel (2006)

Het orgel uit 1883 is gemaakt door Johan Frederik Kruse en in 2008 gerestaureerd door Bakker & Timmenga.
Er liggen twee grafzerken (1627 en 1640) van het geslacht Lycklama à Nijeholt. Bij de restauratie in 1883 is de oude preekstoel verkocht en vervangen door een nieuwe.